# 24 uur van Le Mans 1930

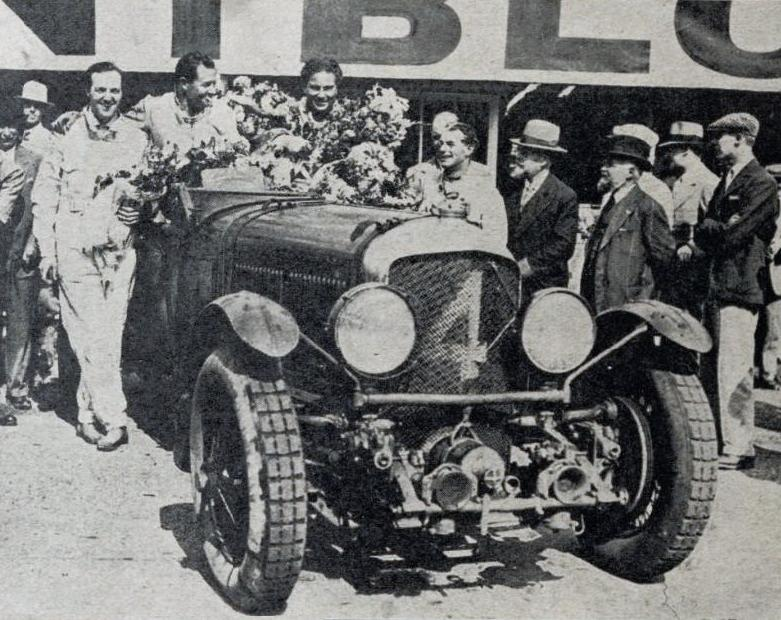
De winnende auto: de Bentley Speed Six #4.

De 24 uur van Le Mans 1930 was de 8e editie van deze endurancerace. De race werd verreden op 21 en 22 juni 1930 op het Circuit de la Sarthe nabij Le Mans, Frankrijk.
De race werd gewonnen door de Bentley Motors Ltd #4 van Woolf Barnato en Glen Kidston. Barnato behaalde zijn derde Le Mans-overwinning, waarmee hij een record neerzette, terwijl Kidston zijn enige zege behaalde. De 3.0-klasse werd gewonnen door de Fox & Nicholl #15 van Brian Lewis en Hugh Eaton. De 2.0-klasse werd gewonnen door de Lea-Francis Ltd #24 van Kenneth Peacock en Sammy Newsome. De 1.5-klasse werd gewonnen door de Marguerite Mareuse #25 van Marguerite Mareuse en Odette Siko. De 1.0-klasse werd gewonnen door de SA des Automobiles Tracta #27 van Jean-Albert Grégoire en Fernand Vallon.

## Race
Winnaars in hun klasse zijn vetgedrukt.
| Pos. | Klasse | No. | Team                      | Coureurs                                | Chassis                        | Motor                              | Banden | Ronden |
| ---- | ------ | --- | ------------------------- | --------------------------------------- | ------------------------------ | ---------------------------------- | ------ | ------ |
| 1    | >3.0   | 4   | Bentley Motors Ltd        | Woolf Barnato Glen Kidston              | Bentley Speed Six              | Bentley 6.6L S6                    | D      | 179    |
| 2    | >3.0   | 2   | Bentley Motors Ltd        | Frank Clement Dick Watney               | Bentley Speed Six              | Bentley 6.6L S6                    | D      | 173    |
| 3    | 3.0    | 15  | Fox & Nicholl             | Brian Lewis Hugh Eaton                  | Talbot 90                      | Talbot 2.3L S6                     | D      | 162    |
| 4    | 3.0    | 16  | Fox & Nicholl             | Tim Rose-Richards John Stuart Hindmarsh | Talbot 90                      | Talbot 2.3L S6                     | D      | 160    |
| 5    | 3.0    | 23  | Earl Howe                 | Earl Howe Leslie Callingham             | Alfa Romeo 6C-1750 Super Sport | Alfa Romeo 1752cc S6 supercharged  | D      | 159    |
| 6    | 2.0    | 24  | Lea-Francis Ltd           | Kenneth Peacock Sammy Newsome           | Lea-Francis S-Type Hyper       | Meadows 1495cc S4 supercharged     | D      | 140    |
| 7    | 1.5    | 25  | Marguerite Mareuse        | Marguerite Mareuse Odette Siko          | Bugatti T40                    | Bugatti 1496cc S4                  | E      | 132    |
| 8    | 1.0    | 27  | SA des Automobiles Tracta | Jean-Albert Grégoire Fernand Vallon     | Tracta Type A                  | SCAP 988cc S4                      | D      | 128    |
| 9    | 1.0    | 26  | SA des Automobiles Tracta | Roger Bourcier Louis Debeugny           | Tracta Type A                  | SCAP 988cc S4                      | D      | 123    |
| DNF  | >3.0   | 8   | Hon. Dorothy Paget        | Dudley Benjafield Giulio Ramponi        | Bentley 4½ Litre 'Blower'      | Bentley 4.4L S4 supercharged       | D      | 144    |
| DNF  | >3.0   | 9   | Hon. Dorothy Paget        | Tim Birkin Jean Chassagne               | Bentley 4½ Litre 'Blower'      | Bentley 4.4L S4 supercharged       | D      | 138    |
| DNF  | >3.0   | 1   | Rudolf Caracciola         | Rudolf Caracciola Christian Werner      | Mercedes-Benz SSK              | Mercedes-Benz 7.1L S6 supercharged | D      | 85     |
| DNF  | 1.0    | 28  | Huskinson & Fane Ltd      | Robert Murton-Neale Jack Hicks          | MG Midget M                    | MG 847cc S4                        | D      | 82     |
| DNF  | >3.0   | 6   | R. Parke                  | Philippe de Rothschild Edmond Bourlier  | Stutz Model M Blackhawk        | Stutz 5.4L S8                      | D      | 42     |
| DNF  | >3.0   | 5   | Édouard Brisson           | Édouard Brisson Louis Rigal             | Stutz Model M Blackhawk        | Stutz 5.4L S8                      | D      | 34     |
| DNF  | 1.0    | 29  | Francis Samuelson         | Francis Samuelson Fred Kindell          | MG Midget M                    | MG 847cc S4                        | D      | 28     |
| DNF  | >3.0   | 3   | Bentley Motors Ltd        | Sammy Davis Clive Dunfee                | Bentley Speed Six              | Bentley 6.6L S6                    | D      | 21     |
| DNS  | 1.5    | 20  | Bollack, Netter et Cie    | Charles Charrier Joucia                 | BNC Vedette AER                | AER 1999cc S6                      | ?      | 0      |
| DNS  | >3.0   | 7   | Hon. Dorothy Paget        | Beris Harcourt-Wood Jack Dunfee         | Bentley 4½ Litre 'Blower'      | Bentley 4.4L S4 supercharged       | ?      | 0      |

1923 · 1924 · 1925 · 1926 · 1927 · 1928 · 1929 · 1930 · 1931 · 1932 · 1933 · 1934 · 1935 · 1936 · 1937 · 1938 · 1939 · 1940 - 1948 · 1949 · 1950 · 1951 · 1952 · 1953 · 1954 · 1955 (Ramp) · 1956 · 1957 · 1958 · 1959 · 1960 · 1961 · 1962 · 1963 · 1964 · 1965 · 1966 · 1967 · 1968 · 1969 · 1970 · 1971 · 1972 · 1973 · 1974 · 1975 · 1976 · 1977 · 1978 · 1979 · 1980 · 1981 · 1982 · 1983 · 1984 · 1985 · 1986 · 1987 · 1988 · 1989 · 1990 · 1991 · 1992 · 1993 · 1994 · 1995 · 1996 · 1997 · 1998 · 1999 · 2000 · 2001 · 2002 · 2003 · 2004 · 2005 · 2006 · 2007 · 2008 · 2009 · 2010 · 2011 · 2012 · 2013 · 2014 · 2015 · 2016 · 2017 · 2018 · 2019 · 2020 · 2021 · 2022 · 2023 · 2024